# فستوكة أضنية
الفستوكة الأضنية (باللاتينية: Festuca adanensis) نوع نباتي يتبع جنس الفستوكة من الفصيلة النجيلية.

## الموئل والانتشار
موطنها تركيا وسلوفاكيا.

## الوصف النباتي
النبات عشبي معمر.